# Средно квадратично
В математиката средно квадратична (СК, ск) или ефективна стойност (на английски: Root mean square, RMS или rms), е статистическа мярка за големината на променлива величина, която е частен случай на средностепенната стойност при степенен показател {\displaystyle d=2}. Понятието е особено полезно, когато величините са положителни и отрицателни, например при синусоидално разпределение на стойностите. Терминът се използва в различни области на науката. В частност, чрез него се определя основното понятие в теорията на вероятностите и математическата статистика – дисперсията (квадратният корен от която се нарича средноквадратично отклонение). Тясно свързан с това понятие е методът на най-малките квадрати, който има общонаучно значение. В частност, терминът широко се използва в електротехниката; напр. при дефиниране на ефективната стойност на ток, напрежение и мощност.

## Определение
Средноквадратична стойност на набор от величини (или непрекъсната функция) е квадратен корен от средно аритметичното на квадратите на оригиналните стойности (или квадрата на функцията, която определя непрекъснатата форма).
В случай на набор от {\displaystyle n} стойности {\displaystyle \{x_{1},x_{2},\dots ,x_{n}\}}, средноквадратичната стойност се определя чрез израза:
{\displaystyle x_{\mathrm {ck} }={\sqrt {{{x_{1}}^{2}+{x_{2}}^{2}+\cdots +{x_{n}}^{2}} \over n}}.}
Може да бъде записана също и във вида:
{\displaystyle {\overline {x}}={\sqrt {{\frac {1}{n}}\sum _{i=1}^{n}{x_{i}}^{2}}}.}
Претеглено средноквадратично се изчислява по формулата:
{\displaystyle {\overline {x}}={\sqrt {{\frac {1}{\sum _{i=1}^{n}a_{i}}}\sum _{i=1}^{n}a_{i}{x_{i}}^{2}}}.}
Съответната формула за непрекъсната функция (или форма) {\displaystyle f(t)}, определена в интервала {\displaystyle T_{1}\leq t\leq T_{2}}, е:
{\displaystyle f_{\mathrm {ck} }={\sqrt {{1 \over {T_{2}-T_{1}}}{\int _{T_{1}}^{T_{2}}{[f(t)]}^{2}\,dt}}},}
а средноквадратичната стойност за функция в целия обхват на време е:
{\displaystyle f_{\mathrm {CK} }=\lim _{T\rightarrow \infty }{\sqrt {{1 \over {2T}}{\int _{-T}^{T}{[f(t)]}^{2}\,dt}}}.}
Когато функцията е периодична, средноквадратичната стойност за произволен обхват от време е равна на средноквадратичната стойност само за един пълен период на функцията.  Средноквадратичната стойност на непрекъсната функция или сигнал може да бъде приближена чрез изчисляване на средноквадратичната стойност на серии от дискретни стойности на функцията, взети през еднакъв интервал от време.
Във функционалния анализ и теорията на измерването средната квадратична конвергенция се определя като конвергенция на редица в смисъла на нормата за двумерно пространство {\displaystyle L^{2}}.
За означаване на СК се използват още символите {\displaystyle CK(x_{i})}, {\displaystyle Q(x_{i})} и {\displaystyle {\sqrt {\langle x_{i}^{2}\rangle }}} (нотация, често използвана във физиката, където ⟨ ⟩ означава средно аритметично).

## Свойства
- Средноквадратичното на набор от неотрицателни числа лежи между минималното и максималното число на набора.
- Средноквадратичната стойност е частен случай на средностепенната и следователно се подчинява на неравенството на средните стойности. По-специално, за всякакви числа средноквадратичното не е по-малко от средноаритметичното:

{\displaystyle {\frac {x_{1}+x_{2}+\ldots +x_{n}}{n}}\leqslant {\sqrt {\frac {x_{1}^{2}+x_{2}^{2}+\ldots +x_{n}^{2}}{n}}}.}
Например: {\displaystyle \langle 1,2,3,4\rangle ={\frac {1+2+3+4}{4}}=2,5} e по-малко от
{\displaystyle CK(1,2,3,4)={\sqrt {\frac {1^{2}+2^{2}+3^{2}+4^{2}}{4}}}={\sqrt {\frac {30}{4}}}=2,7386.}

## Употреба
Стандартното отклонение в съвкупността е средноквадратичната стойност на разликите от средната стойност.
Средноквадратичната стойност трябва да се използва, когато се търси осредняване на количество, което влияе на квадрата в дадено явление. Такъв е случаят например със скоростта на частиците в среда. Всяка частица {\displaystyle p_{i}} се движи със скорост {\displaystyle v_{i}} и произвежда кинетична енергия, равна на 1⁄2{\displaystyle mv_{i}^{2}}. Средата отделя кинетична енергия 
{\displaystyle {\frac {1}{2}}m\sum _{i=1}^{n}v_{i}^{2}.}
Можем да опитаме да оценим скоростта {\displaystyle v}, която, приложена към същия брой частици, ще даде същата кинетична енергия. Тази скорост е средната квадратична стойност на всички скорости. 
Във физиката СК скорост се определя като корен квадратен от средната квадратна скорост на молекулите в газ. Средната квадратична скорост на идеален газ се изчислява с помощта на следното уравнение:
{\displaystyle {v_{\mathrm {CK} }}={\sqrt {3RT \over {M}}},}
където {\displaystyle R} представлява идеалната газова константа (в този случай 8,314 J/(mol*K)), {\displaystyle T} е температурата на газа в келвини, а {\displaystyle M} е моларната маса на газа в килограми.

## В общи вълнови форми
Ако формата на вълната е периодична, връзките между амплитудите (пик или от пик до пик) и СК са фиксирани и известни, както са за всяка непрекъсната периодична вълна.
За нулева средна синусоида връзката между СК и амплитудата от пик до пик {\displaystyle V_{PP}} е
{\displaystyle V_{PP}=2{\sqrt {2}}\times {\text{CK}}\approx 2,828\times {\text{CK}},}
а между СК {\displaystyle V_{RMS}} и амплитудата пик {\displaystyle V_{PK}}:
{\displaystyle CK={\frac {V_{PK}}{\sqrt {2}}}=0,707\times V_{PK}.}
За триъгълна или трионообразна вълна – съответно:
{\displaystyle V_{PP}=2{\sqrt {3}}\times {\text{CK}}\approx 3,464\times {\text{CK}},}
{\displaystyle CK={\frac {V_{PK}}{\sqrt {3}}}=0,577\times V_{PK}.}
За други форми на вълната, връзките са различни. В общия случай формата на вълната е произволна и може да не е периодична или непрекъсната.
| Вълнови форми | Формула | СК                                     |
| --- | --- | -------------------------------------- |
| Синусоидална вълна | {\displaystyle y=A\sin(2\pi ft)\,}                                                                                          | {\displaystyle {\frac {A}{\sqrt {2}}}} |
| Квадратна вълна без пауза | {\displaystyle y={\begin{cases}A&((ft)\%1)<0,5\\-A&((ft)\%1)>0,5\end{cases}}}                                               | {\displaystyle A\,}                    |
| Квадратна вълна с пауза | {\displaystyle y={\begin{cases}0&((ft)\%1)<0,25\\A&0,25<((ft)\%1)<0,5\\0&0,5<((ft)\%1)<0,75\\-A&((ft)\%1)>0,75\end{cases}}} | {\displaystyle {\frac {A}{\sqrt {2}}}} |
| Трионообразна вълна | {\displaystyle y=2A((ft)\%1)-A\,}                                                                                           | {\displaystyle A \over {\sqrt {3}}}    |
| Означения: {\displaystyle t} – времe {\displaystyle f} – чeстота {\displaystyle A=V_{PK}} – aмплитуда (пикова стойност) {\displaystyle (...)\%1} – остатък от етажното деление | |                                        |

## В електротехниката
Ефективните стойности на променливи ток {\displaystyle i(t)}, напрежение {\displaystyle u(t)} и мощност {\displaystyle p(t)} във времето {\displaystyle t} с период {\displaystyle T} са равни на съответните им постоянни стойности {\displaystyle I}, {\displaystyle U}, {\displaystyle P}, определящи същата енергия {\displaystyle E} във верига със съпротивление {\displaystyle R}:
{\displaystyle E=U\cdot I\cdot T=R\cdot I^{2}\cdot T=R\cdot \int _{t_{0}}^{t_{0}+T}i^{2}(t)\cdot \mathrm {d} t=}
{\displaystyle ={\frac {U^{2}}{R}}\cdot T={\frac {1}{R}}\cdot \int _{t_{0}}^{t_{0}+T}u^{2}(t)\cdot \mathrm {d} t=P\cdot T=\int _{t_{0}}^{t_{0}+T}p(t)\cdot \mathrm {d} t.}
Ефективната стойност {\displaystyle I} на променлив ток във времето с период {\displaystyle T} е равна на интензитета на постоянния ток, излъчващ същата енергия {\displaystyle E} като {\displaystyle i(t)}, преминавайки през съпротивление {\displaystyle R} за период {\displaystyle T}:
{\displaystyle E=R\cdot I^{2}\cdot T=R\cdot \int _{t_{0}}^{t_{0}+T}i^{2}(t)\cdot \mathrm {d} t}
Тогава ефективната стойност се изразява като квадратен корен от средно аритметичното на квадрата на тока за период {\displaystyle T}:
{\displaystyle I={\sqrt {{\frac {1}{T}}\cdot \int _{t_{0}}^{t_{0}+T}i^{2}(t)\cdot \mathrm {d} t}}}
Ефективната стойност {\displaystyle U} на променливо напрежение е стойността на постоянното напрежение, което излъчва същата енергия като променливото напрежение {\displaystyle u(t)}, ако се приложи на изводите на същото съпротивление {\displaystyle R}:
{\displaystyle E={\frac {U^{2}}{R}}\cdot T={\frac {1}{R}}\cdot \int _{t_{0}}^{t_{0}+T}u^{2}(t)\cdot \mathrm {d} t.}
От тук за ефективната стойност на напрежението се получава:
{\displaystyle U={\sqrt {{\frac {1}{T}}\cdot \int _{t_{0}}^{t_{0}+T}u^{2}(t)\cdot \mathrm {d} t}}}
Ефективната стойност {\displaystyle P} на променлива мощност за период {\displaystyle T} е стойността на постоянната мощност, която съответства на същата енергия, излъчена от същото съпротивление {\displaystyle R}:
{\displaystyle E=P\cdot T=\int _{t_{0}}^{t_{0}+T}p(t)\cdot \mathrm {d} t.}
Математически се изразява чрез:
{\displaystyle P={\sqrt {{\frac {1}{T}}\cdot \int _{t_{0}}^{t_{0}+T}p(t)\cdot \mathrm {d} t}}=I^{2}\cdot R={\frac {U^{2}}{R}}.}
Нарича се още средна електрическа мощност {\displaystyle P_{\mathrm {cp} }=P}. Ако токът и напрежението са променяща се функция във времето, във формулите за {\displaystyle i(t)} и {\displaystyle u(t)} трябва да се замести видът на тази функция. Ако функцията е периодична (като променливотоковото захранване за масова употреба), средната мощност, разсейвана във времето, е средна стойност на мощността във всеки момент във формата на вълната или, еквивалентно, средният квадрат на тока или напрежението. Тогава, при постоянно съпротивление на консуматора {\displaystyle R=const} за средната мощност, изразена чрез тока се получава
{\displaystyle P_{\mathrm {cp} }=\langle i^{2}(t)R\rangle =R\langle i^{2}(t)\rangle =I_{CK}^{2}R,}
или изразена чрез напрежението
{\displaystyle P_{\mathrm {cp} }=\langle {\frac {u^{2}(t)}{R}}\rangle ={\frac {\langle u^{2}(t)\rangle }{R}}={\frac {U_{CK}^{2}}{R}}.}
Чрез умножаване и коренуване на последните две уравнения средната мощност се изразява чрез ефективните стойности на напрежението и тока: 
{\displaystyle P_{\mathrm {cp} }=U_{CK}.I_{CK}.}
Получените резултати се отнасят за случая, когато напрежението и токът са пропорционални (т.е. товарът {\displaystyle R} е чисто резистивен). Реактивните товари {\displaystyle X_{L},X_{C}} не само разсейват енергия, но и я съхраняват, което води до загуби.
В обичайния случай, както е приблизително в мрежовото захранване, променливият ток е синусоидален: {\displaystyle i(t)=I_{\mathrm {m} }\sin(\omega t)}, където {\displaystyle I_{\mathrm {m} }=V_{PK}} e пиковата амплитуда на тока, {\displaystyle t} е времето и {\displaystyle \omega ={\frac {2\pi }{T}}} е ъгловата честота. Тогава:
{\displaystyle I_{\mathrm {CK} }={\sqrt {{1 \over {T_{2}-T_{1}}}{\int _{T_{1}}^{T_{2}}{(I_{\mathrm {m} }\sin(\omega t)}\,})^{2}dt}},}
Тъй като {\displaystyle I_{\mathrm {m} }} е положителна константа, след тригонометрично преобразуване и интегриране се получава:
{\displaystyle I_{\mathrm {CK} }=I_{\mathrm {m} }{\sqrt {{1 \over {T_{2}-T_{1}}}{\int _{T_{1}}^{T_{2}}{\sin ^{2}(\omega t)}\,dt}}}=I_{\mathrm {m} }{\sqrt {{1 \over {T_{2}-T_{1}}}{\int _{T_{1}}^{T_{2}}{1-\cos(2\omega t) \over 2}\,dt}}}=}
{\displaystyle =I_{\mathrm {m} }{\sqrt {{1 \over {T_{2}-T_{1}}}\left[{{t \over 2}-{\sin(2\omega t) \over 4\omega }}\right]_{T_{1}}^{T_{2}}}},}
но тъй като интервалът {\displaystyle T_{2}-T_{1}} е цял брой пълни цикли (по дефиниция на СК), {\displaystyle \sin(2\omega T_{2})-\sin(2\omega T_{1})=0} и остава:
{\displaystyle I_{\mathrm {CK} }=I_{\mathrm {m} }{\sqrt {{1 \over {T_{2}-T_{1}}}\left[{t \over 2}\right]_{T_{1}}^{T_{2}}}}=I_{\mathrm {m} }{\sqrt {{1 \over {T_{2}-T_{1}}}{{T_{2}-T_{1}} \over 2}}}={I_{\mathrm {m} } \over {\sqrt {2}}}.}
Подобен анализ води до аналогичното уравнение за синусоидално напрежение:
{\displaystyle U_{\mathrm {CK} }={U_{\mathrm {m} } \over {\sqrt {2}}}}
с пикова амплитуда {\displaystyle U_{\mathrm {m} }}. Струва си да се повтори, че тези две .
Получените решения за синусоидална вълна са полезни при изчисления на мощността. Ефективната (СК) стойност {\displaystyle U_{\mathrm {CK} }} на променливото напрежение е 230 V в Европа и 120 V в САЩ. Амплитудните пикови стойности могат да бъдат изчислени от СК стойности по горната формула, което означава {\displaystyle U_{\mathrm {m} }=U_{\mathrm {CK} }\cdot {\sqrt {2}}}, като се приеме, че източникът е чиста синусоида. Така за Европа пиковата стойност на мрежовото напрежение е {\displaystyle U_{\mathrm {PK} }=325,27} волта, а напрежението от пик до пик е два пъти повече – {\displaystyle U_{\mathrm {PP} }=650,54} волта. В САЩ пиковата амплитуда е около 170 волта, а от пик до пик е около 340 волта.
Аналогично може да се изчисли и пиковата мощност. Тя няма особено физическо значение и се използва най-често в звуковата техника.
| Сигнал                           | Форма на вълната | I                                                       | U                                                       | P                                               |
| -------------------------------- | ---------------- | ------------------------------------------------------- | ------------------------------------------------------- | ----------------------------------------------- |
| Синусоидален                     |                  | {\displaystyle {\frac {I_{\mathrm {max} }}{\sqrt {2}}}} | {\displaystyle {\frac {U_{\mathrm {max} }}{\sqrt {2}}}} | {\displaystyle {\frac {P_{\mathrm {max} }}{2}}} |
| Триъгълен                        |                  | {\displaystyle {\frac {I_{\mathrm {max} }}{\sqrt {3}}}} | {\displaystyle {\frac {U_{\mathrm {max} }}{\sqrt {3}}}} | {\displaystyle {\frac {P_{\mathrm {max} }}{3}}} |
| Квадратен симетричен (без пауза) |                  | {\displaystyle I_{\mathrm {max} }}                      | {\displaystyle U_{\mathrm {max} }}                      | {\displaystyle P_{\mathrm {max} }}              |

### Коефициент на полезно действие на усилвателя
Коефициент на полезно действие на електронния усилвател е съотношението на средната изходна мощност към средната входна мощност {\displaystyle q={\frac {P_{u}}{P_{B}}}}. Ако изходът е резистивен, средната изходна мощност може да се намери по описания начин чрез СК стойности на изходния ток и напрежение на сигналите. Въпреки това, средната стойност на тока трябва да се използва за изчисляване на входната мощност. Тоест, мощността, доставена от усилвателя чрез постоянното напрежение {\displaystyle U_{C}} е
{\displaystyle P_{\mathrm {B} }(t)=I_{y}U_{C}+I_{\mathrm {u} }(t)U_{C}\,}
където {\displaystyle I_{y}} е работният ток на усилвателя. Ясно е, че тъй като {\displaystyle U_{C}} е константа, средното време на {\displaystyle P_{\mathrm {B} }} зависи от средната времева стойност на {\displaystyle I_{\mathrm {u} }}, а не от неговата СК стойност. Това е
{\displaystyle \langle P_{\mathrm {B} }(t)\rangle =I_{y}U_{C}+\langle I_{\mathrm {u} }(t)\rangle U_{C}.\,}

## Средноквадратична непрекъснатост на пространствен процес
Определение — Процес от втори ред X върху пространствено множество S ⊂ ℝd е непрекъснат средноквадратично, ако за всяка конвергентна последователност sn → s от S, E[X(sn) − X(s)]2 → 0.
Характеризиране — Центриран {\displaystyle L^{2}} процес е непрекъснат средноквадратично навсякъде, ако неговата ковариация е непрекъсната по диагонала на неговото пространствено множество.
Непрекъснатостта по диагонала означава, че ковариацията C(s, s) е непрекъсната за всички s в пространственото множество.
Теорема — Ако присъщ Гаусовски процес с вариограма γ проверява γ(h)  ≤  |log∥h∥|−(1+ε) в близост до началото, тогава той почти сигурно е непрекъснат.
Такъв е случаят с всички стандартни модели на вариограми, с изключение на модела с ефект на самородно късче.
Теорема — Един присъщ процес е средноквадратично непрекъснат, ако неговата вариограма е непрекъсната в началото.
Стационарен процес от втори ред е средноквадратично непрекъснат, ако неговата ковариация е непрекъсната в началото.